# Alla Nikolajewna Schiljajewa
Alla Nikolajewna Schiljajewa (russisch Алла Николаевна Жиляева, engl. Transkription Alla Zhilya(y)eva; * 5. Februar 1969 in der Oblast Kursk) ist eine russische Langstreckenläuferin.

## Leben
Bei den Leichtathletik-Weltmeisterschaften 1995 in Göteborg wurde sie Siebte über 10.000 Meter. Im selben Jahr wurde sie bei den Halbmarathon-Weltmeisterschaften in Belfort Fünfte in der Einzelwertung sowie in der Teamwertung Erste mit der russischen Mannschaft und siegte beim Reims-Marathon mit dem aktuellen Streckenrekord von 2:27:38 h.
1996 wurde sie Neunte beim Boston-Marathon, erreichte aber beim Marathon der Olympischen Spiele in Atlanta nicht das Ziel. Im Jahr darauf wurde sie Siebte in Boston, gewann das Rennen Marseille – Cassis und wurde Achte beim Tokyo International Women’s Marathon. 1999 wurde sie Dritte beim Los-Angeles-Marathon, Zweite beim Rock ’n’ Roll Marathon, siegte erneut in Reims und gewann den Monaco-Marathon.
Einem dritten Platz beim Nagano-Marathon 2000 folgte im Jahr darauf ein zweiter beim Enschede-Marathon. 
2003 wurde sie Dritte beim Dubai-Marathon und Fünfte bei den Leichtathletik-Weltmeisterschaften in Paris/Saint-Denis über 10.000 Meter. Bei den Halbmarathon-Weltmeisterschaften in Vilamoura kam sie in der Einzelwertung auf den sechsten Platz und holte mit der Mannschaft Gold.
1998 wurde sie Russische Meisterin über 10.000 Meter und im Halbmarathon, 2003 nationale Hallenmeisterin über 3000 Meter.
Alla Schiljajewa ist 163 cm groß und wiegt 48 kg. Sie lebt in Kursk und wird von W. Schajew trainiert.

## Persönliche Bestzeiten
- 3000 m: 8:47,46 min, 5. Juni 2004, Tula
  - Halle: 8:54,00 min, 25. Februar 2003, Moskau
- 5000 m: 14:59,46 min, 25. Juli 2004, Tula
- 10.000 m: 30:23,07 min, 23. August 2003, Paris (aktueller russischer Rekord)
- Halbmarathon: 1:09:43 h, 27. Juni 1998, Moskau
- Marathon: 2:27:38 h, 22. Oktober 1995, Reims